# Sender Werlberg
Der Sender Werlberg ist ein privater Sender. Dieser Sender deckt den Großraum Wörgl ab. Er steht in Werlberg, Gemeinde Bad Häring, östlich von Wörgl.

## UKW-Sender
| Frequenz  | Radiosender    | RDS      | Senderlogo | PI-Code               | Regionalisierung | Sendeleistung | Polarisation | gerichtete Abstrahlung | Hauptsenderichtung |
| --------- | -------------- | -------- | ---------- | --------------------- | ---------------- | ------------- | ------------ | ---------------------- | ------------------ |
| 91,4 MHz  | VM1 (Tirol)    | _'VM1___ |            | AC41/ AA41 (regional) | Tirol            | 0,1 kW        | horizontal   | ja                     | 310°               |
| 92,2 MHz  | 88.6 T-Rock    | *T-ROCK* |            | AA64                  | Tirol            | 0,1 kW        | horizontal   | ja                     | 310°               |
| 97,2 MHz  | kronehit       | kronehit |            | A3FF/ AAFF (regional) | Tirol            | 0,1 kW        | horizontal   | ja                     | 310°               |
| 101,0 MHz | Radio U1 Tirol | U1*TIROL |            | AA54                  | Tirol            | 0,1 kW        | horizontal   | ja                     | 35°/275°           |
| 105,3 MHz | oe24 Radio     | _OE_24__ |            | A3E0/ AFE0 (regional) | Tirol/Vorarlberg | 0,1 kW        | horizontal   | ja                     | 35°/275°           |

## Sendegebiet
Das Sendegebiet reicht von Kramsach bis nach Kufstein.